# Santa Maria degli Angeli
Santa Maria degli Angeli è uno dei titoli con cui i cattolici onorano Maria, madre di Gesù.
Tale titolo si diffuse notevolmente grazie all'azione dei frati francescani: a santa Maria degli Angeli era infatti dedicata la piccola chiesa presso Assisi (la cosiddetta Porziuncola) che san Francesco elesse a sua dimora «a causa della sua venerazione per gli angeli e del suo speciale amore per la madre di Cristo».
Nel 1216 papa Onorio III concesse l'indulgenza plenaria a quanti avessero visitato la chiesa il giorno della festa della titolare, il 2 agosto.
A santa Maria degli Angeli sono dedicate numerose chiese e istituzioni francescane: le congregazioni delle suore francescane di Waldbreitbach, Castelspina e di Angers sono intitolate a santa Maria degli Angeli; la città di Los Angeles, invece, prende il nome dalla missione francescana di Nuestra Señora la Reina Virgen de Los Ángeles, ovvero "Nostra Signora la Regina Vergine degli Angeli".
La festa di santa Maria degli Angeli si celebra sempre il 2 agosto e, per l'ordine francescano, ha il grado di solennità; in Costa Rica, nazione di cui santa Maria degli Angeli è patrona, il 2 agosto è festa nazionale.